# Snookerweltrangliste

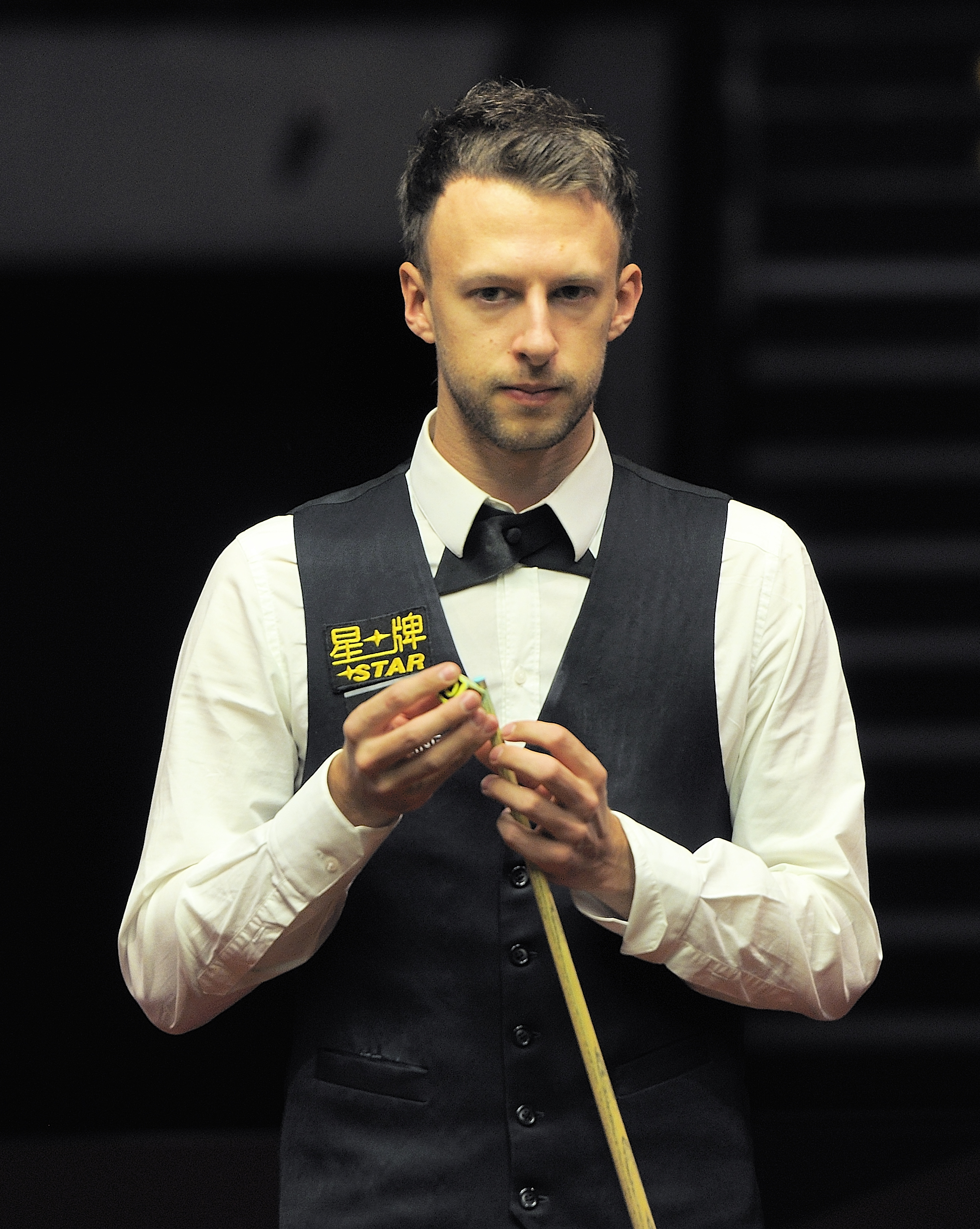
Judd Trump – derzeit Nummer 1 der offiziellen Snookerweltrangliste

Die offizielle Snookerweltrangliste ist eine Auflistung der professionellen Snookerspieler durch die World Professional Billiards & Snooker Association entsprechend ihrem Erfolg bei den Turnieren der World Snooker Tour. Jede Ausgabe gibt die Ergebnisse der Spieler bei den Weltranglistenturnieren der letzten 24 Monate wieder.
Nach jedem Wertungsturnier wird das dort erzielte Ergebnis einbezogen und Ergebnisse, die älter als zwei Jahre sind, abgezogen. Die Punktzahlen hängen sowohl von der erreichten Runde als auch vom Status des Turniers ab. Seit der Saison 2014/15 entspricht die Punktzahl dem gewonnenen Preisgeld. Siegprämien bei Einladungsturnieren zählen ebenso wenig für die Weltrangliste wie Sonderprämien für Century oder Maximum Breaks. Amateurspieler, die bei offenen Turnieren ein Preisgeld gewinnen, werden nicht in die Liste aufgenommen.
Die Weltrangliste dient während der Saison als Grundlage für die Setzliste bei den folgenden Turnieren. Außerdem behalten die Spieler, die am Ende einer Saison zu den Top 64 der Liste gehören, automatisch den Profistatus und damit die Startberechtigung bei der World Tour der folgenden Saison.

## Geschichte und Hintergrund

### Ermittlung der Rangliste
Eingeführt wurde die Weltrangliste in der Saison 1976/77. Zunächst berücksichtigte sie nur die Ergebnisse der Snookerweltmeisterschaft, ab 1982 wurden weitere Weltranglistenturniere etabliert. Mit der Zeit entwickelte sich ein Punkteschlüssel, nach dem die Turniere entsprechend ihrer Bedeutung bewertet wurden. So brachte ein Sieg bei der Weltmeisterschaft doppelt so viele Punkte wie bei der UK Championship als zweitwichtigstem Turnier, andere Turniere brachten entsprechend weniger. Für den Verlierer des Finales eines Turniers sowie für die Spieler, die in den vorhergegangenen Runden ausgeschieden waren, gab es entsprechend abgestuft weniger Punkte.
Einmalig wurde in den Saisons 2006/07 und 2007/08 beim Grand Prix mit Vorrundengruppen zu je 6 Teilnehmern gespielt. Diese mussten „jeder gegen jeden“ in einem verkürzten Spiel gegeneinander antreten. Die beiden Erstplatzierten der Gruppe erreichten das Achtelfinale, Platz 3 bis 6 schieden aus. Bei diesem Austragungsmodus erhielten die Spieler auf Platz 3 und 4 ihrer Gruppe mehr Punkte für die Weltrangliste als die Spieler, welche Platz 5 oder 6 belegten. Im Zuge dieser Regeländerung wurde der Status des Grand Prix auf die 1,25-fache Punktzahl der übrigen Turniere angehoben; der Sieger bekam also 6.250 Punkte statt 5.000 Punkte gutgeschrieben. Da dieses System stark umstritten war, wurde es in der Saison 2008/09 wieder abgeschafft. Danach wurde auch bei dem später in World Open umbenannten Grand Prix wieder im K.-o.-System gespielt. Seitdem gibt es nur noch Einladungsturniere, aber keine Ranglistenturniere mehr mit Gruppenphase.
In der Saison 1992/93 wurde erstmals mit sogenannten Minor-ranking Tournaments experimentiert, mit geringer gewerteten Turnieren, für die es nur 10 % der normalen Punktzahl gab. Da sie von den Spielern nicht angenommen wurden, wurde die Regelung wieder abgeschafft. Erst mit der Einführung der Players Tour Championship im Jahr 2010 wurde wieder eine Serie von Kleinturnieren eingeführt, die deutlich weniger Punkte einbrachten. Allerdings wurden immerhin 40 % der Punkte anderer Turniere vergeben und ein eigener Turniermodus sowie weitere Regelungen erhöhten die Attraktivität der Turniere.
Seit der Saison 2014/15 werden die Turniere nicht mehr nach einem festgelegten Punkteschema gewertet, sondern nach der Höhe des Preisgelds, das es bei dem jeweiligen Turnier zu gewinnen gibt. Der Punktestand in der Weltrangliste entspricht also dem Preisgeld in britischen Pfund, das der Spieler in den letzten 24 Monaten bei allen Weltranglistenturnieren gewonnen hat.

### Aktualisierung der Rangliste
Im Gegensatz zu anderen Sportarten (wie zum Beispiel im Tennis) war die offizielle Snookerweltrangliste bis zur Saison 2009/10 eine feste Rangliste, die jeweils nur nach dem Ende der Saison aktualisiert wurde. Dafür wurden die während der letzten beiden Spielzeiten erworbenen Punkte addiert.
Neben der offiziellen Weltrangliste, nach der auch die Spieler bis einschließlich in der Saison 2009/10 für die Turniere gesetzt wurden, wurde eine weitere, provisorische Weltrangliste geführt, die nach jedem Ranglistenturnier aktualisiert wurde. Diese Liste beinhaltete die Punkte der Vorsaison sowie die Ergebnisse der absolvierten Turniere in der laufenden Spielzeit. Die Saison davor (die Vor-Vor-Saison), die in der offiziellen Rangliste mitzählte, fiel in der provisorischen Rangliste weg. Da die Spielzeit mit der Weltmeisterschaft beendet war und dann für die provisorische Rangliste zwei volle Spielzeiten gewertet wurden, stimmte sie zu diesem Zeitpunkt mit der offiziellen Rangliste überein. Da im Provisional Ranking die aktuellen Ergebnisse stärker berücksichtigt wurden, gab diese die aktuelle Spielstärke eines Spielers in der Regel besser wieder als die offizielle Rangliste.
Seit der Saison 2010/11 wird die Weltrangliste nach jedem Turnier aktualisiert, bei dem es Ranglistenpunkte gibt. Mehrmals pro Saison – zu den sogenannten Cut-off-Points – wird daraus eine neue Setzliste für die folgenden Turniere. Diese Änderung im Regelwerk spiegelt zum einen den aktuellen Leistungsstand der Spieler besser wider und verhindert außerdem, dass immer wieder dieselben Spieler aufeinandertreffen. Die Rangliste umfasst weiterhin einen Zeitraum von 24 Monaten. So sollen weiterhin kontinuierlich gute Leistungen belohnt werden.

### Bedeutung der Weltrangliste
Die Snookerweltrangliste begann 1977 mit der Liste der 16 Spieler, die bei der Weltmeisterschaft das Achtelfinale erreicht hatten. Die Zunahme der Weltranglistenturniere und die Wertungsregeln führten dazu, dass die Liste immer weiter anwuchs und zeitweise mehrere hundert Positionen umfasste. Die Weltrangliste stellte aber nicht nur eine Bestenliste der Snookerspieler dar, sie wurde auch herangezogen, um die Qualifikation für Turniere zu bestimmen und die Spielansetzungen festzulegen. Für das traditionsreichste Einladungsturnier, des Masters, sind beispielsweise seit den 1970ern die Top-Spieler automatisch qualifiziert. Nach einem bestimmten System werden die Turnierpartien so angesetzt, dass die besten Spieler gemäß Rangliste erst in den letzten Runden aufeinandertreffen können. Die Setzlisten werden jedoch oft modifiziert, indem zum Beispiel der Titelverteidiger an Position eins gestellt wird und dann erst die restlichen Spieler entsprechend der Weltranglistenposition folgen. Oder indem der Weltmeister automatisch als Nummer 2 gesetzt wird, sofern er tiefer als auf Position 2 platziert ist.
Mit der Zeit wurde die Weltrangliste auch maßgeblich für die Qualifikation. So waren die Top 16 immer automatisch für das Hauptturnier gesetzt, während die anderen Spieler erst durch eine Qualifikation mussten, um an der Turnierendrunde teilnehmen zu können. Eine Sonderregelung gab es für den Weltmeister: Er war auch immer automatisch gesetzt. Kam er nicht aus den Top 16, musste sich die Nummer 16 in der nächsten Saison für die Turniere der Main Tour qualifizieren. Dieser Fall trat dreimal ein: 1979 mit Terry Griffiths, 2005 mit Shaun Murphy und 2013 mit Ronnie O’Sullivan.
Nach den Top 16 wurde weiter abgestuft. Die Spieler von Platz 17 bis 32 mussten nur eine Qualifikationsrunde spielen, von Platz 33 bis 48 waren zwei Qualifikationsspiele notwendig und so weiter. Der Verbleib in einem bestimmten Abschnitt der Weltrangliste war also für die Spieler von besonderer Bedeutung, insbesondere bedeutete ein Platz unter den Top 16, dass man automatisch bei jedem Turnier Weltranglistenpunkte bekam, denn die gab es immer bei der Teilnahme am Hauptturnier, jedoch nicht in der Qualifikation. Erst im Zuge der Reformierung des Turniersystems in den 2010ern wurde diese Staffelung immer mehr abgeschafft. Die meisten Turniere beginnen mit einer Runde, in der alle Spieler aus den Top 128 antreten, die für das jeweilige Turnier gemeldet haben. Gegebenenfalls werden sie durch Amateure ergänzt, die über eine gesonderte Qualifikation oder die Q-School-Teilnahme bestimmt werden. Sollten diese Amateure Runden erreichen, für die es Weltranglistenpunkte gibt, werden diese aber nicht gewertet.
Auch ohne Staffelung der Weltranglistenplätze ist so jedoch die Zahl der Teilnehmer an den Profiturnieren begrenzt. Deshalb umfasst die Weltrangliste eine feste Anzahl von Spielern. Diese haben offiziell Profistatus und sind teilnahmeberechtigt an den Turnieren der Main Tour. Diese Teilnahmeberechtigung gilt jeweils für die gesamte Saison. Nach Saisonende, also nach dem Finale der Snookerweltmeisterschaft eines jeden Jahres, wird deshalb eine abschließende Weltrangliste erstellt. Vor Einführung der provisorischen Ranglisten gab es nur diese jährlichen Ranglisten. Nur wer darin unter den Top 64 stand, war automatisch für die nächste Saison bei den Profiturnieren startberechtigt. Weitere Spieler konnten sich beispielsweise über die Challenge Tour bzw. die Pontin’s International Open Series qualifizieren und wurden dann in der folgenden Saison in die Weltrangliste aufgenommen. Die Qualifikationsmöglichkeiten wurden in den 2010ern stark erweitert und umfassen Titelgewinne, Erfolge bei der Players Tour Championship und der Q-School oder Nominierungen der Verbände. Bis 2012 qualifizierten sich Spieler nur für jeweils ein Jahr, seitdem gilt die Startberechtigung für die nächsten beiden aufeinander folgenden Spielzeiten.